# Bourdonova cijev
Bourdonova cijev je zakrivljena zrakoprazna ili tekućinom ispunjena cijev koja se savija pod utjecajem vanjskog tlaka (upotreba u manometrima ili tlakomjerima) ili temperature (upotreba u termografima). Nazvana je po izumitelju, francuskom inženjeru Eugèneu Bourdonu (1808. – 1884.).
Bourdonova cijev se koristi za tlakove više od 1 bar, a gornja je granica 4 000 bara. Tlakomjer (manometar) se priključuje na mjerno mjesto cijevnim priključkom (obično s navojem), a plin (ili tekućina) potpuno popunjava Bourdonovu cijev. Polumjer zakrivljenja Bourdonove cijevi ovisi o tlaku koji vlada u plinu ili tekućini. Porastom tlaka, Bourdonova cijev se nastoji izravnati, pa se njen slobodni kraj cijevi pomiče. Preko poluge i nazubljenog dijela gibanje slobodnog kraja cijevi se prenosi na kazaljku. Tako se promjena tlaka u Bourdonovoj cijevi pretvara u odgovarajući otklon kazaljke. Mjerna ljestvica (skala) postavljena je ispod kazaljke i umjerena (baždarena) u odgovarajućim mjernim jedinicama. 
U ovisnosti o točnosti koja se zahtijeva, razlikuju se 3 klase tlakomjera prema veličini dopuštene greške % najveće vrijednosti ljestvice:
- klasa 0,6 s dopuštenom greškom ± 0,6% koristi se za precizna laboratorijska mjerenja.
- klasa 1,0 s dopuštenom greškom ± 1,0% koristi se za točna pogonska mjerenja.
- klasa 2,0 s dopuštenom greškom ± 2,0%, s obzirom na visoku netočnost mjerenja tlaka, može se koristiti samo kao okvirni pokazivač tlaka.

Tlakomjer s Bourdonovom cijevi je dinamički sklop i podložan je oscilatornom radu, tako da normalno dolazi do oscilacija kazaljke. Za normalnu upotrebu te oscilacije se trebaju ukloniti (ili sasvim umanjiti). To se postiže ugradnjom konstantnog ili promjenjivog prigušnika u dovodnoj cijevi i potapanjem kazaljke zajedno s mjernom ljestvicom u tekućinu. Prigušnik mora biti tako dimenzioniran i podešen da kazaljka tlakomjera ne oscilira pri normalnom radu hidrauličkog ili pneumatskog sustava. Iskustva pokazuju da su oscilacije to manje što je veći volumen dijela cijevi od prigušnika do tlakomjera.